# 三角表示板

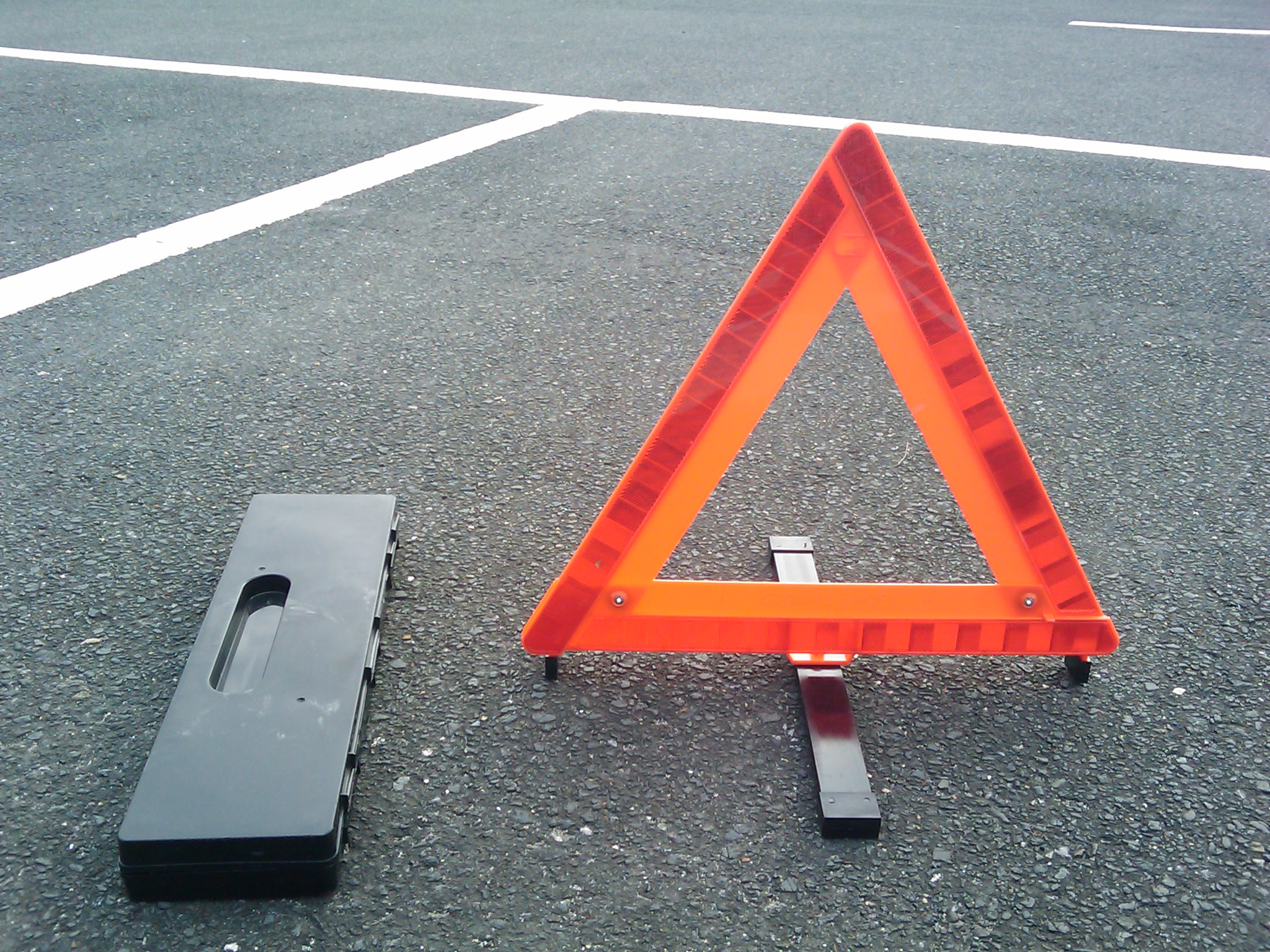
ケースから取り出して展開した状態

三角表示板（さんかくひょうじばん）とは、自動車の緊急停車の際に用いられる停止表示器材の一種で、赤色で三角形の枠状の器具である。三角停止表示板や三角停止板とも呼ばれる。道路運送車両法の保安基準では警告反射板または停止表示器材と称される。同種の器材として停止表示灯がある。

## 概要
自動車が故障・燃料切れ（ガス欠）などのため、やむなく道路上で駐停車（便宜上、以降「故障車両」と記す）する場合に、後方安全のために設置する器材。赤い反射光の反射板のついた3枚の板を組み立てる事により正三角形となり、それを故障車両から50m以上後方（見通しが悪い場合、さらに後方）に設置する。
目的としては、一般道路より多くの危険が伴う高速道路上において、より早く後方を走行している車両に、故障車両の存在を知らせて危険回避してもらう事にある。また、反射板を備えているため、夜間では後続車がヘッドライトを照射することにより赤く反射するため、発見しやすくなっている。

## 収納・使用方法
普段は付属のハードケースに収納した状態で、トランクスペースに収納されることが一般的である。多くの普通車では、カーペットの下に専用の収納スペースが設けられている。
使用する際は、ハザードを点滅させ故障車両を路肩に停車し、後方の安全を十分に確認して車外へ出て、安全な場所（ガードレールがあればその外）に退避した後、三角表示板を組み立てて、故障車両の後方（後続車両から見やすい位置）に自立した状態で設置する。
またセダンではトランクリッドの裏面に赤い三角形のパネルを装着する事例がメルセデス・ベンツを中心に見られ、トランクを開けることで三角表示板を掲出することができる。

## 日本の法令に基づく表示義務
2009年（平成21年）3月現在、日本国内の道路交通法規則上では、高速道路上でやむなく駐停車する場合に、三角表示板または停止表示灯の停止表示器材を設置しなければならない。積載義務でも購入義務でもなく設置義務であるため、仮に車両に積載していない状態で高速道路を走行しても違反とはならない。この義務に違反した場合は「故障車両表示義務違反」となり、普通車の場合、点数は1点、反則金は6千円が課せられる。

### 条文

#### 道路交通法
第四章の二　高速自動車国道等における自動車の交通方法等の特例
（故障等の場合の措置）
第七十五条の十一 自動車の運転者は、故障その他の理由により本線車道若しくはこれに接する加速車線、減速車線若しくは登坂車線（以下「本線車道等」という）またはこれらに接する路肩若しくは路側帯において当該自動車を運転することができなくなつたときは、政令で定めるところにより、当該自動車が故障その他の理由により停止しているものであることを表示しなければならない。
第八章　罰則
第百二十条　次の各号のいずれかに該当する者は、五万円以下の罰金に処する。
十二の二　第七十五条の十一（故障等の場合の措置）第一項の規定に違反した者

#### 道路交通法施行令
第四章の二　高速自動車国道等における自動車の交通方法等の特例
（自動車を運転することができなくなつた場合における表示の方法）
第二十七条の六　法第七十五条の十一第一項の規定による表示は、次の各号に掲げる区分に従い、それぞれ当該各号に定める停止表示器材を、後方から進行してくる自動車の運転者が見やすい位置に置いて行うものとする。
一　夜間　内閣府令で定める基準に適合する夜間用停止表示器材
二　夜間以外の時間　内閣府令で定める基準に適合する昼間用停止表示器材（当該自動車が停止している場所がトンネルの中その他視界が二百メートル以下である場所であるときは、前号に定める夜間用停止表示器材）

#### 道路交通法施行規則
第二章の六　停止表示器材の基準
（夜間用停止表示器材）
第九条の十七 令第二十七条の六第一号 の内閣府令で定める基準は、次に掲げるとおりとする。
一 板状の停止表示器材（次条において「停止表示板」という。）にあつては、次に該当するものであること。
イ 別記様式第五の五に定める様式の中空の正立正三角形の反射部若しくは蛍光反射部を有するもの又は別記様式第五の六に定める様式の中空の正立正三角形の反射部を有するものであること。
ロ 夜間、二百メートルの距離から前照灯で照射した場合にその反射光を照射位置から容易に確認できるものであること。
ハ 反射光の色は、赤色であること。
ニ 路面上に垂直に設置できるものであること。
（昼間用停止表示器材）
第九条の十八　令第二十七条の六第二号の内閣府令で定める基準は、次に掲げるとおりとする。
一　停止表示板にあつては、次に該当するものであること。
イ　別記様式第五の五に定める様式の中空の正立正三角形の蛍光反射部を有するもの又は別記様式第五の六に定める様式の中空の正立正三角形の蛍光部及び非蛍光部を有するものであること。
ロ　昼間、二百メートルの距離からその蛍光を容易に確認できるものであること。
ハ　蛍光の色にあつては赤色又は橙色であり、非蛍光部の色にあつては赤色であること。
ニ　路面上に垂直に設置できるものであること。
第八章の二 雑則
（安全器材等の型式認定）
第三十九条の六 次に掲げる安全器材等の製作又は販売を業とする者は、その製作し、又は販売する安全器材等の型式について国家公安委員会の認定を受けることができる。
一 牽引の用具
二 自転車に備えられる反射器材
三 夜間用停止表示器材
四 昼間用停止表示器材
２ 前項の認定は、同項各号に掲げる安全器材等がそれぞれ次に掲げる基準に適合するものであるかどうかを判定することによつて行う。
一 牽引の用具にあつては、第八条の四の基準
二 自転車に備えられる反射器材にあつては、第九条の四の基準
三 夜間用停止表示器材にあつては、第九条の十七の基準
四 昼間用停止表示器材にあつては、第九条の十八の基準

#### 道路運送車両の保安基準
第二章　自動車の保安基準
（警告反射板）
第四十三条の三　自動車に備える警告反射板は、その反射光により他の交通に警告することができるものとして、形状、反射光の色、明るさ等に関し告示で定める基準に適合するものでなければならない。
（停止表示器材）
第四十三条の四　自動車に備える停止表示器材は、けい光及び反射光により他の交通に当該自動車が停止していることを表示することができるものとして、形状、けい光及び反射光の明るさ、色等に関し告示で定める基準に適合するものでなければならない。
２　停止表示器材は、使用に便利な場所に備えられたものでなければならない。

## 規格

### 国家公安委員会認定品
道路交通法上における停止表示器材の基準に適合することを認定する仕組みが、前述の通り定められている。国家公安委員会から指定を受けた『日本交通管理技術協会』が基準に適合するかどうか試験審査を行っており、適合した製品には「国家公安委員会認定品」等の記載があるか、TSマークが貼付されている。

#### 認定の取り消し
国家公安委員会は2015年（平成27年）12月23日に、良栄プラスチック製シグナルエースRE-450（認定番号交F04-2）の認定を取り消した。製品は2004年（平成16年）に認定を受けたが、2008年（平成20年）に行った構造変更以降に製造された製品の表示板の一部の幅が狭く、基準に適合していなかったため。これを受け、オートバックスセブン、マツダ、スズキでは回収、自主改善を行っている。

### EU規格
「EU規格適合品」等の記載がある製品も流通している。国際連合欧州経済委員会にて制定されている自動車やその部品等の協定（車両等の型式認定相互承認協定）における基準（協定規則、UN/ECE規則）のR27またはR150に適合した製品のことで、"E"と数字を丸で囲んだマーク（通称"Eマーク"）が記されている。
1999年（平成11年）の政府の規制緩和推進３か年計画（改定）において、EUより日本の基準に適合したものとして承認するよう要望されたもので、2000年（平成12年）3月に制度改正が実施された。
その後の基準の改正において、各種法令もこの基準に準拠するよう改正されている。

### JIS規格
JIS D 5713 自動車用停止表示板 として規格化されている。

## 課題
高速道路で止まっている故障車のうち、三角表示板をきちんと設置しているのは10台のうち2台くらいである。また、一例ではあるが、2012年（平成24年）1月から7月末までの兵庫県内の高速道路上の死亡事故では7件8人が亡くなっているが、いずれの場合も三角停止板などの表示器材を置いていなかった。道路交通法違反にあたるといい、兵庫県警は取り締まりを強化するとしている。また、同年中に高速道路で故障等により、車内へ留まったり路上へ立っていたことにより衝突され死亡した事故49件のうち、三角表示板を設置したケースは1件しかなかったという。このため、発炎筒と同様に、自動車への標準装備をしてもよいのではとの指摘がある。
イギリスでは高速道路での設置を強く推奨していない。